# دانيال دوتي
دانيال دوتي (بالإنجليزية: Danielle Doty)‏ (ولدت في 27 أبريل 1993) ملكة جمال أمريكية بعد تتويجها بلقب مسابقة ملكة جمال مراهقات الولايات المتحدة الأمريكية 2011.
بدأت دوتي مسيرتها المهنية في المسابقة في نظام ملكة جمال أمريكا الوطنية حيث حصلت على لقب ملكة جمال تكساس في عدة فئات عمرية. فازت دوتي بلقب ملكة جمال مراهقات تكساس في الولايات المتحدة الأمريكية في 28 نوفمبر 2010، وهي أول حاملة لللقب من ولاية ريو غراندي فالي. كان فوزها هو الثاني لتكساس، بعد فوز كريستي لي وودز في عام 1996.
شاركت دوتي كحكم في مسابقة ملكة جمال الولايات المتحدة الأمريكية لعام 2015 في 12 يوليو 2015، في باتون روج، لويزيانا.

## روابط خارجية
- دانيال دوتي على إنستغرام

| الجوائز و الإنجازات | الجوائز و الإنجازات                             | الجوائز و الإنجازات |
| ------------------- | ----------------------------------------------- | ------------------- |
| سبقه كيمي كراوفورد  | ملكة جمال تكساس الولايات المتحدة الأمريكية 2011 | تبعه لوغان ويست     |
| سبقه ماديسون لي     | ملكة جمال مراهقات تكساس الولايات المتحدة 2011   | تبعه تشيلسي مورغنسن |